# Jader Alexis Castaño Rico
Jader Alexis Castaño Rico  nació en Medellín el 8 de octubre de 1976. Estudió Ingeniería de Sistemas en la Universidad de Antioquia, de Medellín, institución que le otorgó el título de Ingeniero de Sistemas, en 2002; Realizó estudios de posgrado en Especialización en Alta Gerencia en la Universidad de Antioquia el cual culminó en 2006 y para 2009 se graduó de Magíster en Administración de la Universidad EAFIT en la cual realizó énfasis en Gestión de Proyectos bajo el estándar internacional del PMI (Project Management Institute) del cual es miembro activo y es certificado internacionalmente como PMP (Project Management Professional). Actualmente es Rector de la Corporación Universitaria de Asturias.

## Experiencia académica
Ha ocupado cargos de gerencia y dirección, en los cuales aportó al desarrollo organizacional en diferentes campos de la Gestión Académica en Instituciones de Educación Superior reconocidas por el Ministerio de Educación Nacional.
Cuenta con trayectoria en los campos de Planeación Estratégica, Gestión Financiera y Administrativa, Gerencia de Proyectos y Gestión de la Tecnologías de la Información y Comunicación.  
Es catedrático a nivel de posgrado, pregrado y educación continua en instituciones como: Universidad de La Sabana, Universidad del Norte, Universidad EAFIT, Universidad de Antioquia, CESA (Colegio de Estudios Superiores de Administración) y Fundación Universitaria Empresarial de la Cámara de Comercio de Bogotá.
De 2003 a 2012 trabajó en la Universidad de Antioquia, institución de educación superior del departamento de Antioquia y acreditada por el Ministerio de Educación de Colombia. En dicha institución desempeño cargos directivos donde se destaca el aporte al Plan de Desarrollo 2006-2016 de la Universidad de Antioquia mirado desde la participación ciudadana y las políticas públicas como una estrategia de desarrollo, y generó transformaciones normativas institucionales en el marco del reglamento estudiantil.
De 2012 a 2016 inició como Gerente de Proyectos y luego se desempeñó como Director Administrativo y Financiero de La Red Nacional Académica de Tecnología Avanzada, RENATA, la cual es la red nacional de investigación y educación de Colombia. Desde ahí estuvo involucrado en el ajuste y montaje de todo el proyecto y modelo de conectividad de RENATA para consolidarla como una de las 10 NREN (National Research and Education Network) más importantes del planeta.

De 2016 a 2018 se desempeñó como Gerente y posteriormente ascendió a la posición de Director de Operaciones Académicas para América Latina en RED ILUMNO, la cual es una la red panregional de universidades en la región de América Latina y el Caribe que implementa tecnología e innovación dentro sus socios. Donde estuvo a cargo de transformaciones y modernización administrativa de Instituciones de Educación Superior en América Latina en las cuales la RED ILUMNO tiene injerencia.
En 2018 fue nombrado Rector de la Corporación Universitaria de Asturias. Allí lidera el Proyecto Educativo Institucional y el Plan de Desarrollo 2019-2024 bajo la consigna de “Hacia la consolidación y desarrollo institucional sostenible, que permita mayor y mejor acceso a educación superior de alta calidad”.
En 2019 fue nombrado como Vicepresidente de la Asociación Colombiana de Instituciones de Educación Superior con Programas a Distancia y Virtuales (ACES@D), asociación que trabaja por la integración de las instituciones de educación superior a distancia y virtual, a través de la cooperación científica, tecnológica, investigativa y cultural. Desde la cual se viene gestando discusiones para propiciar cambios normativos a través del Ministerio de Educación Superior para todas las Instituciones de Educación Superior del País.